# Jan Clayton
Jan Clayton (Tularosa, 26 agosto 1917 – West Hollywood, 28 agosto 1983) è stata un'attrice e cantante statunitense.

## Biografia
È nota soprattutto per aver interpretato Julie Jordan nella produzione originale di Broadway del musical di Rodgers e Hammerstein Carousel, debuttato a New York nel 1945. Ha interpretato nuovamente Julie nella produzione del Brussels World's Fair nel 1958 e nel tour californiano del 1963. Ha recitato anche in altri musical, tra cui Show Boat a Broadway nel 1946, il tour statunitense di Guys and Dolls del 1951, la produzione newyorchese di The King and I del 1956 e Follies a Broadway e Los Angeles nel 1971 e 1972.

### Vita privata
Jan Clayton fu sposata con l'attore Russell Hayden dal 1938 al 1943; la coppia ebbe una figlia, Sandra Jane Hayden, nata nel 1940 e morta in un incidente d'auto nel 1956. Nel 1946 sposò Robert Lerner, avvocato e fratello di Alan Jay Lerner, e rimasero insieme fino al 1958. Da Lerner ebbe tre figli, Robin (nato nel 1948), Karen (1949) e Joe (1950). Nel 1966 sposò il terzo marito, il pianista e compositore George Greeley.

## Filmografia parziale

### Cinema
- Sunset Trail, regia di Lesley Selander (1939)
- The Showdown, regia di Howard Bretherton (1940)
- The Wolf Hunters, regia di Budd Boetticher (1949)

### Televisione
- Lassie – serie TV, 117 episodi (1954-1957)
- Io e i miei tre figli (My Three Sons) – serie TV, episodi 2x15-7x25 (1962-1967)
- Daktari – serie TV, episodi 1x10-1x11-3x04 (1966-1967)
- Hazzard (The Dukes of Hazzard) – serie TV, episodio 3x13 (1981)